# اگنس مورهد
اگنس رابرتسون مورهد (به انگلیسی: Agnes Robertson Moorehead) (زادهٔ ۶ دسامبر ۱۹۰۰ در ماساچوست – درگذشتهٔ ۳۰ آوریل ۱۹۷۴ در روچستر) یک بازیگر آمریکایی بود. اگرچه او در هفتاد فیلم و هزاران نمایش تلویزیونی در طول بیش از سی سال فعالیتش ظاهر شد، ولی او در میان بیننده‌های مدرن بخاطر نقشش «اندورا» در افسونگر شناخته شده است.
او به ندرت نقش اصلی فیلم‌ها را بازی می‌کرد، با این حال یک جایزه امی، دو جایزه گلدن گلوب و نامزدی چهار جایزه اسکار را از آن خود کرد. همچنین شش بار نامزد جوایز امی نیز شد. او بیشتر در نقش‌های گستاخ ظاهر می‌شد.

## زندگی‌نامه

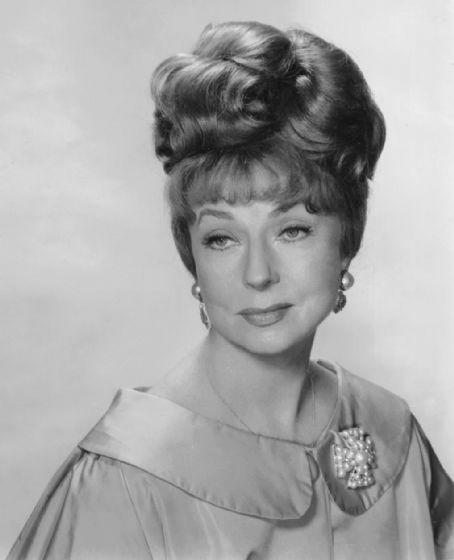
مورهد در دهه ۵۰ میلادی

او در ماساچوست آمریکا زاده شد ولی دارای ریشه‌های انگلیسی، ایرلندی، اسکاتیش و ولزی است. پدرش یک کشیش پروتستان و مادرش در گذشته خواننده بوده. مورهد بعدها شش سال از سنش را کاست و ادعا کرد که سال ۱۹۰۶ زاده شده. اولین فیلمش را در سه سالگی بازی کرد. وقتی خانواده شهر محل زندگیشان را تغییر دادند، انگیزهٔ مورهد برای بازیگر شدن افزایش یافت. مادرش با گفتن جملهٔ «امروز می‌خوای کی باشی اگنس؟» مخالفت خودش را از این تصمیم اگنس بیان می‌کرد. او و خواهرش سر میز شام ادای هم را درمی‌آوردند و حرکات یکدیگر را تقلید می‌کردند.
اگنس توسط پدرش همواره تشویق می‌شد. او اعتقاد عمیقی به دین داشت. دیک سرجنت می‌گفت: «وقتی اگنس سر صحنه می‌رسید، در یک دستش انجیل و در دست دیگرش فیلم نامه بود.»
مورهد در ۱۹۱۸ از دبیرستان فارغ‌التحصیل شد. با اینکه پدرش همیشه عشق به بازیگری او را تحسین می‌کرد ولی از او می‌خواست که تحصیلات عالی را بگذراند. او در ۱۹۲۳ مدرک لیسانسش را در اهایو گرفت و در طول دوران دانشگاهش، نمایش‌های زیادی را اجرا کرد. او بعدها دکترای افتخاری ادبیات را نیز از این دانشگاه کسب کرد. خانواده‌اش دوباره نقل مکان کردند. اگنس در شهر جدید محل زندگی پنج سال به تدریس پرداخت و در این دوره موفق به دریافت مدرک دکترای زبان انگلیسی شد.

## شغل

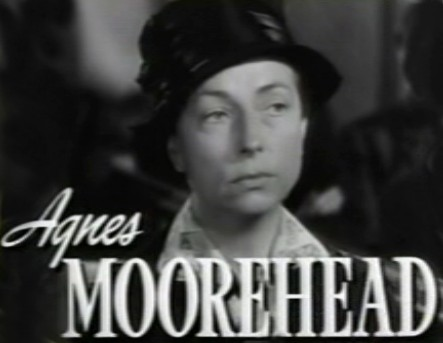
مورهد در فیلم جانی بلیندا (۱۹۴۸)

او در اوایل دوران شغلی غیر ثابتی را پشت سر گذاشت. مورهد ابتدا در رادیو کار پیدا کرد و تعداد زیادی برنامه در یک روز باید اجرا می‌کرد. او معتقد بود که این سختی باعث شده که او بتواند صدایش را پیشرفت بدهد و همین عامل باعث شده که بتواند در نقش‌های مختلف با صداهای مختلفی ایفای نقش کند. او با بازیگر «هلن هایس» آشنا شد و به توصیهٔ او تصمیم گرفت که وارد سینما شود ولی اولین تلاشش به شکست منجر شد و کارگردان‌ها می‌گفتند که او گزینهٔ مناسبی نیست. او دوباره به رادیو بازگشت.
اگنس با «اورسون ولز» آشنا شد و در سال ۱۹۳۷ عضو گروه تئاتر عطارد شد و همراه او در چندین فیلم رادیویی بازی کرد. مورهد اولین فیلم سینمایش را در سال ۱۹۴۱ در نقش مادر اورسون بازی کرد. او در ۱۹۶۴ نقش "اندوراً را در سریال طنز خانوادگی افسونگر را پذیرفت و بعدها گفت که فکر نمی‌کرده که این کار اینقدر موفق از آب دربیاید. او تقریبی هر هشت قسمت یک بار در این سریال نقش داشت و این باعث شد که او در حین بازی در افسونگر در پروژه‌های دیگر نیز ظاهر شود.
او اعتقاد داشت که بعضی از متن‌های سریال‌های تلویزینی غیر استاندارد است و در مصاحبه‌ای که سال ۱۹۶۵ داشت عنوان کرد که بعضی از قسمت‌های متن افسونگر «شتاب زده» نوشته شده. او پس از بازی در افسونگر به شهرتی دست پیدا کرد که تا آن زمان نداشت زیرا این سریال در سال‌های اول اکران جزو ده برنامه برتر سال بود.
او نامزد شش جایزه امی شد و عنوان کرد که از ایفای نقش پیچیدهٔ اندورا در افسونگر لذت برده. اگرچه او شدیداً جاه طلب است و دنبال نقش‌های جدید می‌گردد ولی تا پایان هشت سال اکران افسونگر در نقشش باقی‌ماند. مورهد در سال ۱۹۷۴ در مصاحبه‌ای که با نیویورک تایمز داشت، گفت: «من از کران تا کران در فیلم‌های تلویزیونی و نمایش‌های صحنه‌ای بازی کردم، بنابراین قبل از افسونگر نیز تقریباً شناخته شده بودم ولی دوست ندارم در جامعه به عنوان جادوگر شناخته شوم.» و در پایان همان سال عنوان کرد که از بازی در این نقش خوشحالم. او سر صحنه با بازیگر اصلی این سریال، الیزابت مونتگامری رابطهٔ خیلی خوبی داشت ولی با دیک سرجنت، که نقش همسر الیزابت را بازی می‌کرد و در اواسط این سریال به دلیل بیماری بازیگر اصلی این نقش به سریال اضافه شده بود، رابطهٔ خوبی نداشت. دیک سرجنت در مورد مورهد می‌گفت: «او یک کفتر پیر خشن است و بسیار خود-درگیری دارد.»

## زندگی شخصی

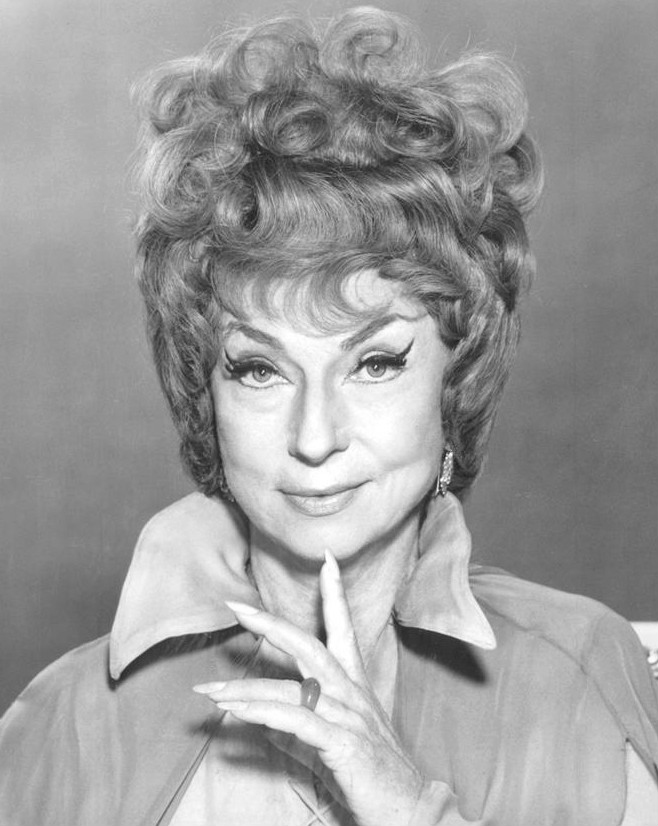
عکس تبلیغاتی اگنس مورهد در نقش اندورا در برنامه تلویزیونی جادو شده.

مورهد با بازیگر گریفیت لی در سال ۱۹۳۰ ازدواج کرد و در سال ۱۹۵۲ از او جدا شد. آن دو در سال ۱۹۴۹، سرپرستی یک یتیم به نام شون را به عهده گرفتند؛ اگرچه، مشخص نیست که از راه قانونی اقدام کردند یا نه. به هر حال، مورهد او را بزرگ کرد ولی بعدها شون از خانه‌اش فرار کرد. در ۱۹۵۴ او با رابرت گینست که بازیگر بود ازدواج کرد ولی چهار سال بعد از هم جدا شدند. تا زمان مرگ اگنس، شایعاتی پیرامون اینکه او یک همجنس‌گرا است وجود داشت.
یک شرح حال‌نویس که کتابی از شرح حال مورهد را نیز نوشته است، با دوستان صمیمی مورهد مصاحبه‌ای کرد. تعدادی از دوستانش، که در محافل عمومی همجنس‌گرایی خود را اعلام کرده بودند، شایعهٔ همجنس‌گرا بودن مورهد را به‌طور قاطع رد کردند. او یک پروتستان دین دار بود به طوری که دوستانش از او به عنوان «شدیداً مذهبی» یاد می‌کنند. او اغلب در مصاحبه‌ها از ارتباطش با خدا صحبت می‌کرد. او برای بچه‌های وابسته به افسونگر انجیل می‌خواند. در یکی از آخرین فیلم‌هایش نقش یک انجیل‌نویس بی مواجب را بازی کرد. او وصیت کرده بود که از دارایش برای جنبش‌های سنتی استفاده شود.

## درگذشت
او در سن ۷۳ سالگی در اثر سرطان رحم درگذشت. او در فیلم ۱۹۵۶ «کشورگشا» در مکانی که تست‌های هسته‌ای انجام می‌شد در معرض این پرتوها قرار گرفت. از ۲۲۰ نفری که در پروژهٔ این فیلم کار می‌کردند، ۹۰ نفر دچار سرطان شدند. او در اوهایو دفن شد. او خانه، مزرعهٔ خانوادگی و دارایش را به دانشگاه‌های مختلف بخشید و کتاب‌های کتابخانه‌اش، کارت‌های کریسمس و تحقیقاتی که پیرامون انجیل انجام داده بود را به مرکز تحقیقات فیلم و تئاتر هدیه کرد.

## گزیده فیلمشناسی
- همشهری کین (۱۹۴۱)
- آمبرسون‌های باشکوه (۱۹۴۲) جایزه حلقه منتقدان فیلم نیویورک برای بهترین بازیگر نقش اول زن/جایزه اسکار بهترین بازیگر نقش مکمل زن
- خیابان بزرگ (۱۹۴۲)
- دختر حکومتی (۱۹۴۳)
- جین ایر (۱۹۴۳)
- از وقتی تو رفتی (۱۹۴۴)
- خانم پارکینگتون (۱۹۴۴) جایزه گلدن گلوب بهترین بازیگر نقش مکمل زن/جایزه اسکار بهترین بازیگر نقش مکمل زن
- گذرگاه تاریک (۱۹۴۷)
- تعطیلات تابستانی (فیلم ۱۹۴۸) (۱۹۴۸)
- جانی بلیندا (فیلم ۱۹۴۸) (۱۹۴۸) جایزه اسکار بهترین بازیگر نقش مکمل زن
- در زنجیر (۱۹۵۰)
- قایق نمایشی (۱۹۵۱)
- تور آبی (۱۹۵۱)
- وسواس باشکوه (فیلم ۱۹۵۴) (۱۹۵۴)
- دست چپ خدا (۱۹۵۵)
- هرچه خدا می‌خواهد (۱۹۵۵)
- فاتح (فیلم ۱۹۵۶) (۱۹۵۶)
- قو (فیلم ۱۹۵۶) (۱۹۵۶)
- یاران (فیلم ۱۹۵۶) (۱۹۵۶)
- جنس مخالف (۱۹۵۶)
- جین ایگلز (۱۹۵۷)
- طوفان (فیلم ۱۹۵۸) (۱۹۵۸)
- خفاش (فیلم ۱۹۵۹) (۱۹۵۹)
- پولیانا (فیلم ۱۹۶۰) (۱۹۶۰)
- جسیکا (فیلم) (۱۹۶۲)
- جنجال در فروشگاه (۱۹۶۳)
- چگونه غرب تسخیر شد (۱۹۶۲)
- هیس… هیس، شارلوت عزیز (۱۹۶۴) جایزه گلدن گلوب بهترین بازیگر نقش مکمل زن
- تار شارلوت (فیلم ۱۹۷۳) (۱۹۷۳ صداپیشه)
- فرانکشتاین: داستان واقعی (۱۹۷۳)

## جوایز
برنده جایزه گلدن گلوب بهترین بازیگر نقش مکمل زن (۱۹۴۴)